# Cosmia arnoi
Cosmia arnoi är en fjärilsart som beskrevs av Karl Schawerda. Cosmia arnoi ingår i släktet Cosmia och familjen nattflyn. Inga underarter finns listade i Catalogue of Life.